# 第27回ベルリン国際映画祭
第27回ベルリン国際映画祭は1977年6月22日から7月5日まで開催された。

## 概要
1977年の映画祭は新しいディレクター、ヴォルフ・ドンナーの下で開催され、公式部門でドイツ映画が注目される年となった。また、ドンナーは作品の選考のためにソ連にまでも赴いた。金熊賞はソ連の戦争映画『処刑の丘』に与えられた。

## 受賞
- 金熊賞：『処刑の丘』(ラリーサ・シェピチコ)
- 銀熊賞
  - 『Herkulesfürdöi emlék』(パル・サンドール)
  - 『Los Albañiles』（ホルヘ・フォンス）
  - 審査員特別賞：『たぶん悪魔が』 (ロベール・ブレッソン)
  - 監督賞：マヌエル・グティエレス・アラゴン (『Camada Negra』)
  - 男優賞：フェルナンド・フェルナン・ゴメス (『El Anacoreta』)
  - 女優賞：リリー・トムリン (『レイト・ショー』)

## 上映作品

### コンペティション部門
長編映画のみ記載。アルファベット順。邦題がついていない場合は原題の下に英題。
| 題名 原題                                                      | 監督                               | 製作国                |
| -------------------------------------------------------------- | ---------------------------------- | --------------------- |
| Az Ötödik pecsét (The Fifth Seal)                              | ゾルタン・ファブリ                 | ハンガリー            |
| Between the Lines                                              | ジョーン・ミックリン・シルヴァー   | アメリカ合衆国        |
| Camada Negra (Black Litter)                                    | マヌエル・グティエレス・アラゴン   | スペイン              |
| Циклопът (Cyclops)                                             | フリスト・フリストフ               | ブルガリア            |
| Den pro mou lásku (Day for My Love)                            | ユライ・ヘルツ                     | チェコスロバキア      |
| Die Eroberung der Zitadelle (The Conquest of the Citadel)      | ベルンハルト・ヴィッキ             | 西ドイツ              |
| Die Vertreibung aus dem Paradies (The Expulsion from Paradise) | ニコラウス・シリング               | 西ドイツ              |
| Don's Party                                                    | ブルース・ベレスフォード           | オーストラリア        |
| El Anacoreta (The Anchorite)                                   | フアン・エステルリッチ             | スペイン フランス     |
| Grete Minde                                                    | ハイディ・ゲネー                   | オーストリア 西ドイツ |
| Herkulesfürdöi emlék (Strange Masquerade)                      | パル・サンドール                   | ハンガリー            |
| 恋愛日記 L'homme qui aimait les femmes                         | フランソワ・トリュフォー           | フランス              |
| たぶん悪魔が Le diable probablement                            | ロベール・ブレッソン               | フランス              |
| Los Albañiles (The Bricklayers)                                | ホルヘ・フォンス                   | メキシコ              |
| Mama, ich lebe (Mama, I'm Alive)                               | コンラッド・ヴォルフ               | 東ドイツ ソビエト連邦 |
| ニッケルオデオン Nickelodeon                                   | ピーター・ボグダノヴィッチ         | アメリカ合衆国        |
| Porci con le ali (Pigs Have Wings)                             | \パオロ・ピエトランジェリ          | イタリア              |
| Sentimentalnyy roman (Sentimental Romance)                     | イゴール・マスレニコフ             | ソビエト連邦          |
| 奇跡の家 Tenda dos Milagres                                    | ネルソン・ペレイラ・ドス・サントス | ブラジル              |
| レイト・ショー The Late Show                                   | ロバート・ベントン                 | アメリカ合衆国        |
| Vdovstvo Karoline Zasler (The Widowhood of Karolina Zasler)    | Matjaz Klopcic                     | ユーゴスラビア        |
| 処刑の丘 Восхождение                                           | ラリーサ・シェピチコ               | ソビエト連邦          |

## 審査員
- センタ・バーガー (オーストリア/女優)
- エレン・バースティン (アメリカ/女優)
- ライナー・ヴェルナー・ファスビンダー (西ドイツ/監督)
- アンドレイ・コンチャロフスキー (ソ連/監督)
- ウスマン・センベーヌ (セネガル/監督)
- ウンベルト・ソラス (キューバ/監督)
- バジリオ・マルティン・パティノ (スペイン/監督)
- エレーヌ・ヴァジェール (フランス/プロデューサー)
- デレク・マルコルム (イギリス/批評家)